# اولاوینلیننا
اولاوینلیننا (سوئدی: Olofsborg)(همچنین به عنوان قلعه سینت اولاف یا قلعه اولاف نیز شناخته می‌شود) یک قلعه سه برجی قرن پانزدهمی است که در ساوونلینا، فنلاند واقع شده‌است. این قلعه در جزیره ای در تنگه کورونسالمی ساخته شده‌است که دریاچه‌های هاوکیوسی و بیفلایوسی را به هم متصل می‌کند. این شمالی‌ترین قلعه سنگی قرون وسطایی است که هنوز پابرجاست. این قلعه یک مکان دیدنی برای جشنواره اپرای ساوونلینا را تشکیل می‌دهد که اولین بار در تابستان ۱۹۱۲ برگزار شد.